# José Lidón Blázquez
José Lidón Blázquez (Béjar, província de Salamanca, 2 de juny de 1748 - Madrid, Castella, 11 de febrer de 1827) fou un músic i compositor espanyol. Feu els estudis musicals a Madrid al Col·legi de Niños Cantores, i a la capella Reial amb Francesco Corselli. Demostrà tanta precocitat com a organista, que als setze anys aconseguí per oposició la plaça d'organista de la catedral de Màlaga; no en prengué possessió perquè també havia guanyat les oposicions al mateix càrrec a la capella reial de Madrid, de la qual el 1808 en fou nomenat mestre.
Fou un músic distingit de gran i sòlida reputació, fecund compositor que gaudí de just renom com teòric, organista i professor. Deixà més de seixanta obres de música religiosa, entre elles les següents, que es conserven en la capella reial de Madrid: quatre misses, un ofici de vespres, dos salms, un himno al Sagrado Corazón de Jesús, 32 lamentacions, dos misereres, tres himnes, un ofici de difunts, tres Te Deum, dues salutacions i lletanies, una lletania, de sants, una Salve Regina, diverses peces i sonates per a orgue, motets, i sis fugues per a orgue amb els seus intents formats sobre el cant dels sis himnes: (Ave Maria Stella, Quem Terra, Verbum supernum prodiens, O gloriosa Virginum, Pange lingua i Sacris solemnis compostes a Madrid pels voltants del 1778).
També va escriure la música del drama líric Glauca & Coriolano, representat al teatro del Príncipe de Madrid (1792), i de la sarsuela de Moratin El baró den Illescas; publicà un tractat, Reglas muy utiles para todo organista y aficionado al forte-piano, para acompanyar com método, demostrando los veinticuatro tonos de la música con los diapasones y acompañamiento (Madrid, 1793), i deixà inèdits els Tratado de la fuga i Tratado de las modulaciones, aquest últim qualificat de "precioso manuscrito de modulaciones" per Pedro Manaz en el seu Tratado de contrapunto y composición.
Lidón tingué avantatjats deixebles, entre ells els seus nebots Andreu i Alfons i el religiós Pedro Carrera y Lanchares, distingit organista que en una de les seves obres va retre un solemne homenatge al seu mestre.

## Obres seleccionades
- Au Maris stella a 4 i 8 veus.

- Cantábile per òrgan al alçar en la missa.
- El baró d'Illescas (per a una versió de la sarsuela del mateix nom de Leandro Fernández de Moratín)
- Glaura i Coriolà, estrenada al Coliseu del Príncep de Madrid en 1792.
- Ofertori.